# Seznam poesiomatů v Česku
Seznam poesiomatů v Česku obsahuje poesiomaty umístěné na území České republiky. Je řazen podle krajů a nemusí být úplný.

## Seznam

### Jihočeský kraj
- Blatná (2019) – náměstí J. A. Komenského, okres Strakonice
- Bechyně (2023) – před zámkem, okres Tábor

### Jihomoravský kraj
- Brno (2018) – Údolní, Otevřená zahrada, okres Brno-město
- Brno-Káznice (2024) – Brno-střed-Zábrdovice, okres Brno-město
- Břeclav (2021) – Sady 28. října, okres Břeclav
- Hodonín (2024) – Národní třída, v proluce vedle městské knihovny, okres Hodonín
- Veselí nad Moravou (2024) – U Baťova kanálu; okres Hodonín

### Karlovarský kraj
- Mariánské Lázně (2015) – Goethovo náměstí, okres Cheb
- Skoky (2022) – kostel Navštívení Panny Marie, okres Karlovy Vary

### Královéhradecký kraj
- Hradec Králové (2022) – Tylovo nábřeží, okres Hradec Králové
- Jičín (2022) – Valdštejnovo náměstí, okres Jičín
- Vrchní Orlice (2022) – kostel sv. Jana Nepomuckého, okres Rychnov nad Kněžnou
- Vrchlabí (2022) – Krkonošská, okres Trutnov

### Liberecký

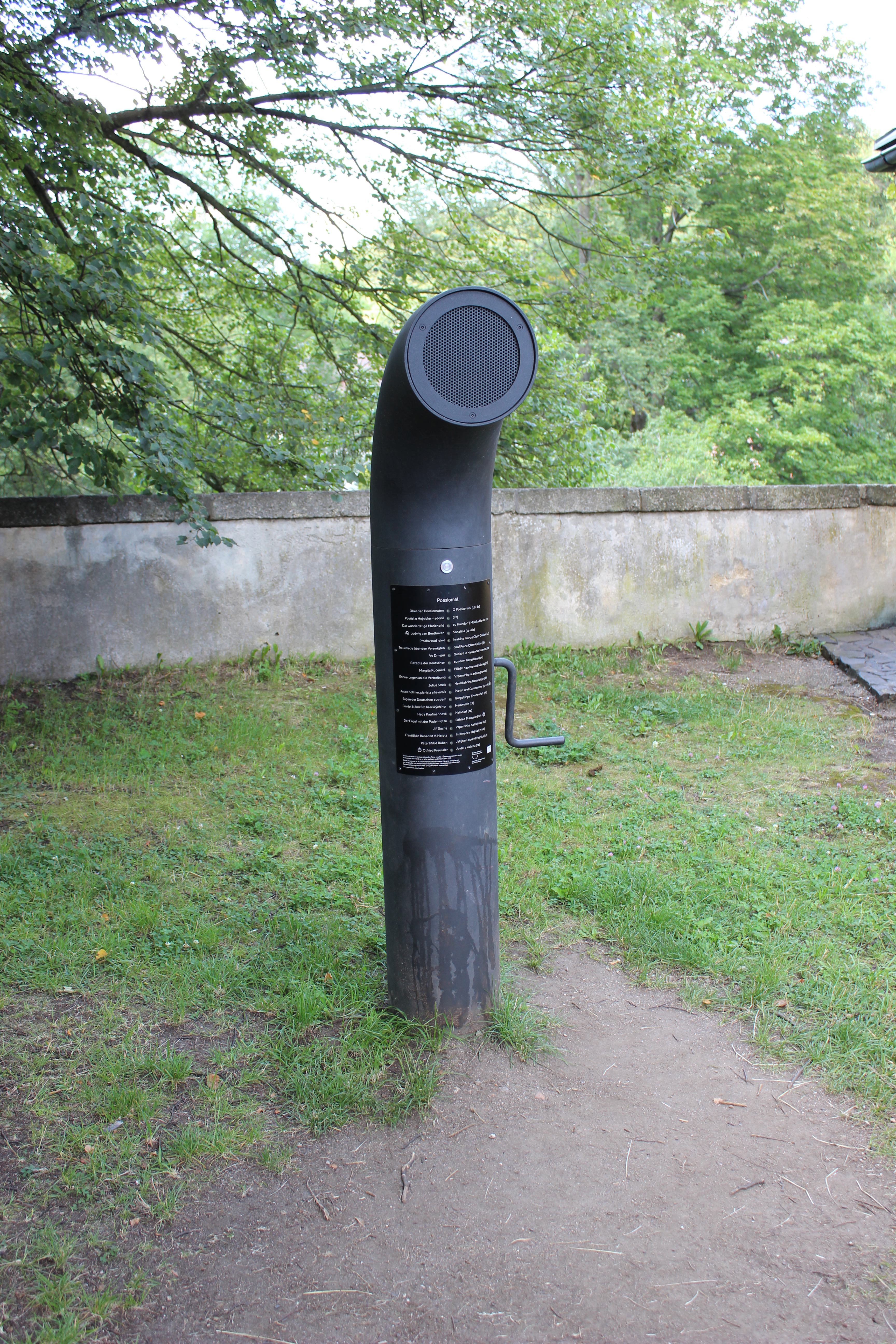
Poesiomat v Hejnicích

- Hejnice (2023) – kostel Navštívení Panny Marie, okres Liberec[1]
- Horní Police (2022) – kostel Navštívení Panny Marie, okres Česká Lípa

### Moravskoslezský kraj
- Český Těšín (2023) – u Mostu přátelství, okres Karviná
- Hlučín (2018) – Písečná, okres Opava
- Opava (2017) – sady Svobody, okres Opava
- Ostrava-Poruba (2020) – Opavská, okres Ostrava-město

### Olomoucký kraj
- Olomouc (2016) – Václavské náměstí, okres Olomouc
- Šumperk (2019) – Na Hradbách, okres Šumperk

### Pardubický kraj
- Pardubice (2023) – před nádražím, okres Pardubice
- Litomyšl (2024) – pod Smetanovou lávkou; okres Svitavy

### Plzeňský kraj
- Šitboř (2022) – kostel sv. Mikuláše, okres Domažlice
- Klatovy (2016) – park za Černou věží, okres Klatovy
- Prášily (2022) – kostel sv. Prokopa, okres Klatovy
- Plzeň (2023) – Mlýnská strouha, okres Plzeň-město
- Olešná (2022) – kaple sv. Anny, Stráž, okres Tachov

### Praha
- Náměstí Míru (2015) – Praha 2-Vinohrady
- Park Folimanka (2022) – Praha 2-Vinohrady
- Sady Svatopluka Čecha (2024) – Praha 2-Vinohrady
- Náměstí Bratří Synků (2022) – Praha 4-Nusle
- Hřbitov Malvazinky (2021) – Praha 5-Smíchov
- Letiště Václava Havla (2024) – Praha 6-Ruzyně
- Vinohradský hřbitov (2021) – Praha 10-Vinohrady

### Středočeský kraj
- Kersko (2018) – zahrada Lesního ateliéru Kuba, okres Nymburk
- Pirkštejn (2022) – hrad, okres Kutná Hora
- Mělník (2023) – u Vily Karola, okres Mělník
- Nelahozeves (2024) – poblíž rodného domu Antonína Dvořáka; okres Mělník
- Mnichovo Hradiště (2024) – Vrch Horka před vstupem do Českého ráje; okres Mladá Boleslav
- Brandýs nad Labem (2023) – Park před brandýským zámkem, okres Praha-východ
- Vestec (2022) – na začátku lipové aleje, okres Praha-západ
- Strž u Staré Huti (2022) – Památník Karla Čapka, okres Příbram
- Poděbrady (2024) – první zámecké nádvoří, okres Nymburk
- Dobříš (2024) – jedlový hájek nedaleko zámeckého parku

### Ústecký kraj
- Kadaň (2022) – na hradbách, okres Chomutov
- Ostré (2022) – poutní místo Kalvárie v Ostré, Úštěk, okres Litoměřice
- Děčín (2024) – Smetanovo nábřeží, okres Děčín

### Kraj Vysočina
- Humpolec (2021) – Horní náměstí, okres Pelhřimov
- Nové Město na Moravě (2016) – Komenského náměstí, okres Žďár nad Sázavou

### Zlínský kraj
- Slavičín (2020) – zámecký park, okres Zlín
- Zlín (2023) – v parku Farská louka, okres Zlín